# ترکی کریک (آرکانزاس)
ترکی کریک، آرکانزاس (به انگلیسی: Turkey Creek, Arkansas) یک منطقهٔ مسکونی در ایالات متحده آمریکا است که در آرکانزاس واقع شده‌است.

## خصوصیات
ترکی کریک ۲۸۴٫۹۹ متر بالاتر از سطح دریا واقع شده‌است.